# Alexandru Gațcan
Alexandru Gațcan (ryska: Александр Михайлович Гацкан, Aleksandr Michajlovitj Gatskan) född 27 mars 1984 i Chișinău, är en moldavisk fotbollsspelare som spelar för Krylja Sovetov Samara. Gaţcan spelade mellan 2008 och 2019 för FK Rostov. Gațcan har även spelat för Moldaviens landslag.
Gațcan har både moldaviskt och ryskt medborgarskap.